# Municipio de Butler Grove
El municipio de Butler Grove (en inglés: Butler Grove Township) es un municipio ubicado en el condado de Montgomery en el estado estadounidense de Illinois. En el año 2010 tenía una población de 775 habitantes y una densidad poblacional de 8,29 personas por km².

## Geografía
El municipio de Butler Grove se encuentra ubicado en las coordenadas 39°13′29″N 89°31′34″O / 39.22472, -89.52611. Según la Oficina del Censo de los Estados Unidos, el municipio tiene una superficie total de 93.5 km², de la cual 92,65 km² corresponden a tierra firme y (0,91 %) 0,85 km² es agua.

## Demografía
Según el censo de 2010, había 775 personas residiendo en el municipio de Butler Grove. La densidad de población era de 8,29 hab./km². De los 775 habitantes, el municipio de Butler Grove estaba compuesto por el 98,97 % blancos, el 0,9 % eran asiáticos y el 0,13 % eran de una mezcla de razas. Del total de la población el 0,26 % eran hispanos o latinos de cualquier raza.